# Culorile în fotografie
Acest articol prezintă modul în care culorile sunt percepute de ochiul uman, cum sunt formate precum și caracteristicile principale ce definesc o culoare.

## Sursa Culorilor
Culoarea este formată din radiații luminoase pe diferite lungimi de undă. Posibilitățile de mixare ale acestor lungimi de undă sunt foarte mari : în modul RGB se pot obține 16,7 milioane de culori doar prin amestecarea a câte 256 de tonuri de roșu, verde și albastru. 
Ochiul uman poate diferenția aproximativ 200 de nuanțe cromatice. Atunci când intensitatea unei anumite nuanțe de culoare se schimbă, acest lucru oferă aproximativ 500 de nuanțe in plus pentru fiecare dintre culori.dacă se schimbă proporția de alb într-o anumită culoare, se vor obține aproximativ 20 de culori în plus pentru fiecare nuanță. În acest mod se ajunge la concluzia că ochiul uman distinge aproximativ 20 de milioane culori.
Diagramele culorilor sunt de mare ajutor atât fotografilor, cât și pictorilor.Acestea ajută la combinarea culorilor în proporțiile optime. Una dintre cele mai renumite astfel de diagrame este cea imaginată de pictorul elvețian Johannes Itten. În această teorie se pleacă de la ideea că roșu, galben și albastru sunt culorile de bază din care derivă toate celelalte. Culorile opuse sunt complementare. Din combinația lor rezultă contraste interesante; culorile complementare se intensifică reciproc și apar mai strălucitoare atunci când sunt plasate alăturat.Combinațiile de culoare considerate armonioase rezultă din nuanțe adiacente.

Nuanța însă nu este singura care decide culoarea: saturația și strălucirea au un rol la fel de important. Saturația culorilor (denumită intensitate în limbaj popular) poate fi descrisă și prin termeni  ca “fad” sau “colorat”. Dacă fiecare canal de culoare este desaturat la maxim, va produce o nuanță diferită de gri-exact ca cele din fotografiile alb-negru. Strălucirea descrie cât de luminoasă sau întunescoasă apare o anumită culoare. Aici, cel mai puternic contrast este cel între alb și negru.
Atunci când culorile sunt create în lumină, de exemplu pe senzorul aparatului foto, procesul trebuie să imite modul în care lumina ajunge pe retina umană. Astfel, culorile se amestecă în proporții diferite, într-un process comulativ. Însă imprimantele nu funcționează după acest principiu. Acestea folosesc pigmenți care sunt amestecați în proporții diferite, pentru obținerea culorilor finale. Acest proces se numește substractiv.
Ochiul uman se adaptează automat la condiții foarte variate de iluminare, însă aparatul foto doar încearcă să copieze acest comportament. Reglajul responsabil cu acest lucru se numește balans de alb. Dacă se vor face fotografii în formatele RAW și JPEG, se poate folosi balansul de alb automat. În acest caz, aproximativ 80% din fotografii vor prezenta culori corecte, însă formatul RAW va da posibilitatea să fie ajustată valoarea albului la o editare ulterioară.
De cele mai multe ori, omul dorește să capteze culorile în același mod în care le vede cu ochiul liber. Spectrul culorilor luminii ambientale depinde de sursa de iluminare:în timp ce lumina solară de amiază este considerată neutră, un bec creează un halou oranj. Din punct de vedere tehnic, temperatura de culoare reprezintă temperatura până la care trebuie (teoretic) încălzit un corp de culoare neagră pentru a emite radiații de culoarea respectivă. Culorile își schimbă propietățile în funcție de mediul ambient. Din punct de vedere științific, acest lucru se numește contrast simultan.
Temperatura de culoare se măsoară în grade Kelvin (prescurata K), iar valorile acesteia pot fi ajustate numeric în meniul aparatului foto.
O culoare are întotdeauna trei propietăți: nuanța, saturație și strălucire.În cazul contrastului, există diferențe mari între cel puțin două dintre acestea: una dintre ele este dominantă. Pentru a fi sugerat contrastul într-o fotografie, în fotografie ar trebui să fie prezente cel puțin trei culori. Cele mai puternice dintre acestea sunt roșu, galben și albastru. Acest mod de utilizare a culorilor atrage atenție și de multe ori este considerat pozitiv. Astfel contrastul prin culoare este folosit la scară largă în publicitate, panouri stradale și jucării pentru copii.